# Opération Fortitude
 (janvier 2011).
Si vous disposez d'ouvrages ou d'articles de référence ou si vous connaissez des sites web de qualité traitant du thème abordé ici, merci de compléter l'article en donnant les références utiles à sa vérifiabilité et en les liant à la section « Notes et références ».

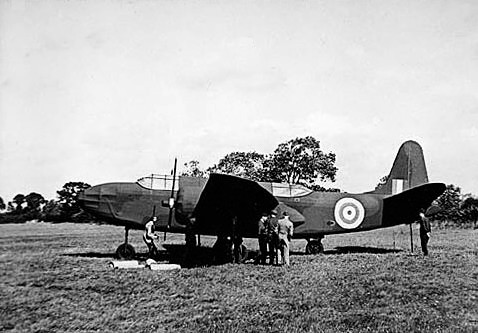
Un avion factice, inspiré du Douglas A-20 Havoc, en octobre 1943.

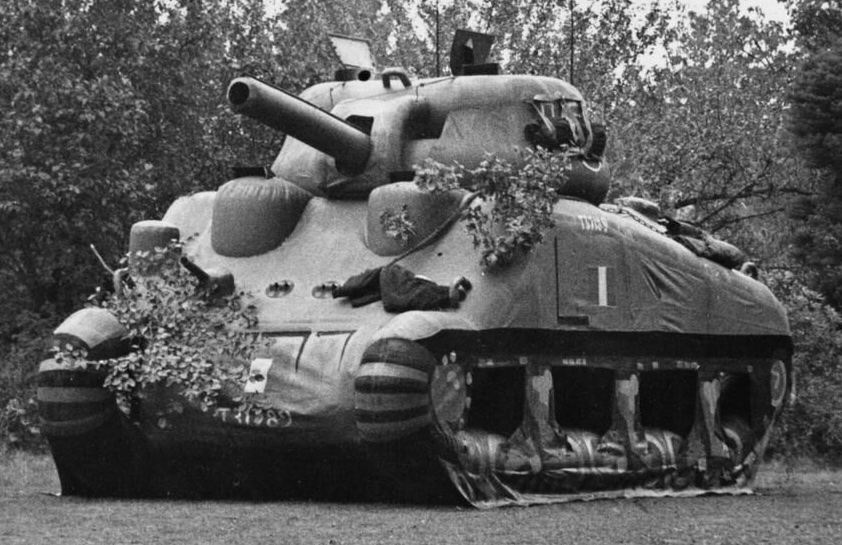
Un char gonflable factice imitant un M4 Sherman.

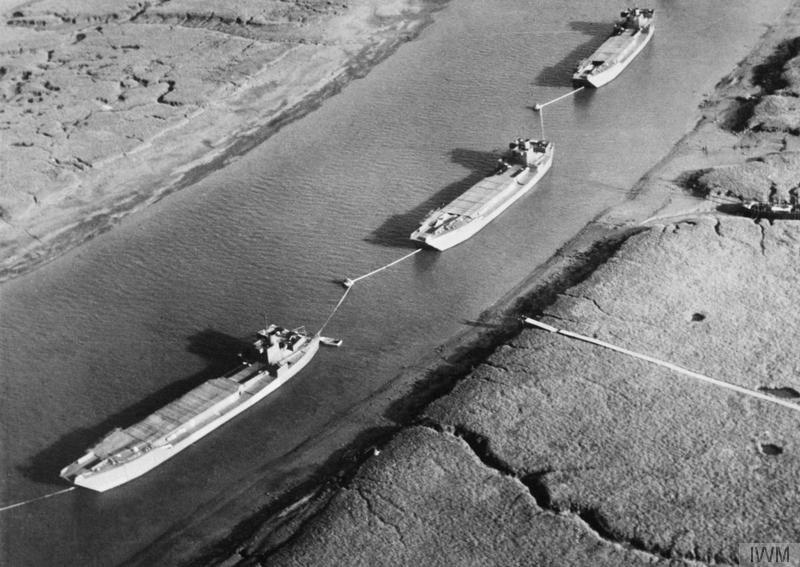
Embarcations de débarquement fictives utilisées comme leurres dans les ports du sud-est de l'Angleterre pendant la période précédant le jour J (1944).

Pendant la Seconde Guerre mondiale, l’opération Fortitude (« Bravoure » en français) est le nom de code collectif pour des opérations de désinformation (intoxication) et de diversion menées par les Alliés dans le but de :
- cacher aux Allemands que le lieu du débarquement serait la Normandie en leur faisant croire qu'il serait effectué ailleurs (Norvège ou Pas de Calais) ;
- une fois celui-ci lancé, leur faire croire que ce n'est qu'un débarquement de diversion afin de retarder l'arrivée de leurs renforts.

Fortitude est la pièce maîtresse d'un ensemble plus large d'opérations de dissimulation appelé opération Bodyguard visant à cacher aux Allemands l'ensemble des projets de débarquement alliés en Europe, dont ceux de Méditerranée.
Ces opérations sont planifiées et dirigées par le colonel John Bevan (en) de la London Controlling Section, située à Londres et conduite par l'état-major suprême allié (Supreme Headquarters Allied Expeditionary Force ou SHAEF).

## Objectifs
À partir de début 1944, l’imminence d'un débarquement dans le nord-ouest de l'Europe ne peut plus être cachée, à la vue de la concentration de troupes qui a commencé à la fin de l’année 1943.
L'objectif est, dans un premier temps, de cacher son lieu réel, en Normandie, en confortant les hypothèses émises par le haut commandement allemand :
- au nord : en faisant croire à un débarquement en Norvège (et une possible jonction avec les troupes soviétiques engagées en Carelie), hypothèse soutenue par Adolf Hitler et par son entourage immédiat (Fortitude Nord, ou Operation Skye ) ;
- au sud : en faisant croire qu'il aurait effectivement lieu là où il paraissait le plus vraisemblable, c'est-à-dire dans le Pas-de-Calais (Fortitude Sud, ou Operation Quicksilver), qui offre la distance maritime la plus courte, réduit la longueur des flux logistiques et permet de frapper au plus vite au cœur de l'Allemagne via la côte de la mer du Nord.

Dans un deuxième temps, il s'agit de faire croire le plus longtemps possible aux Allemands que le débarquement, une fois commencé, n’est qu’une diversion ou un débarquement secondaire. L’objectif est de retenir les forces allemandes dans le nord de la France et aux autres points du mur de l'Atlantique. Ceci, pour permettre aux Alliés de consolider leur tête de pont jusqu'à atteindre la parité des forces, puis la supériorité numérique.

## Moyens
L'opération repose sur des activités de diverses natures :
- la création d'unités fantômes sur le sol anglais et écossais, grâce à la mise en place de leurres et d'une activité radio intense ;
- des fuites contrôlées dans les canaux diplomatiques à travers les États neutres ;
- l'utilisation d'agents doubles destinés à envoyer des informations contrôlées par les services secrets alliés aux services secrets allemands[4].

Des mesures passives sont également prises, comme le secret généralisé quant au lieu du débarquement, des mouvements de troupes de diversion, l'absence d'information aux militaires chargés des reconnaissances et leur répartition, pour masquer les priorités réelles.

## Actions majeures

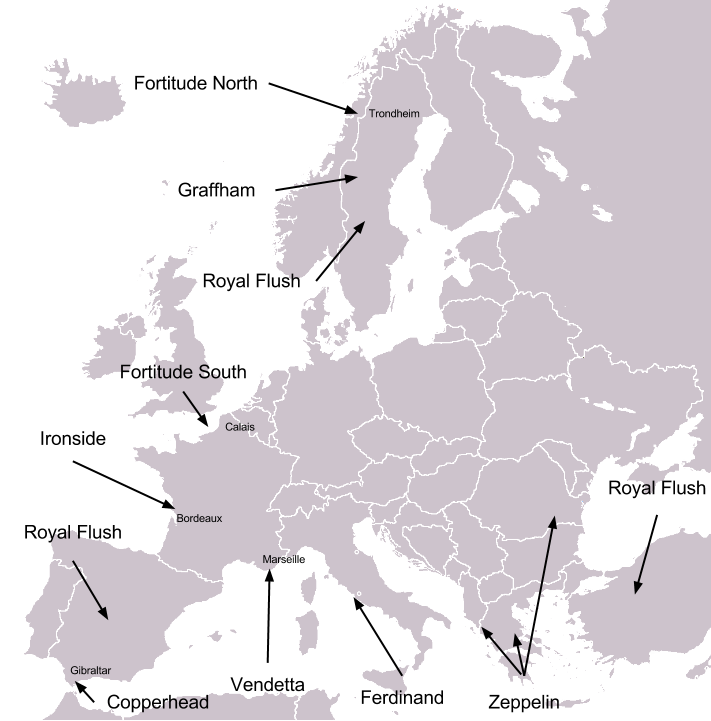
Carte des plans subordonnés de l'opération Bodyguard, la tromperie de 1944 à l'appui de l'invasion de la Normandie par les Alliés (D-Day).

### Fortitude Sudet opérationQuicksilver
Pour faire croire à l'hypothèse d'un débarquement dans le Pas-de-Calais, il est important de déplacer le centre de gravité des armées alliées vers le sud-est de l'Angleterre, de l'île de Wight vers le Kent. Un groupe d'armées américain fantôme, le premier groupe d'armées des États-Unis (First United States Army Group, FUSAG), est donc créé de manière artificielle.
Parfaitement organisé, avec un chef prestigieux, le général George S. Patton, un état-major, de fausses infrastructures et des équipements comme des chars gonflables fabriqués par Goodyear et Goodrich ou de l'artillerie fictive, en bois, notamment réalisés par l'industrie du cinéma, jusqu'aux badges d'épaule des « ghost divisions » créées pour la circonstance, il entretient une activité radio-électrique intense.

### Fortitude Nordet opérationSkye
Pour faire croire à l'hypothèse d'un débarquement en Norvège, les Britanniques, sous la supervision du colonel R.M. McLeod, font croire à une concentration de leur IVe armée en Écosse. L'opération est divisée en quatre secteurs :
- Skye I : état-major de la IVe armée basé à Édimbourg ;
- Skye II : état-major du IIe corps d'armée britannique ;
- Skye III : XVe corps d'armée américain, une unité qui existe déjà et à laquelle s'ajoutent des éléments factices ;
- Skye IV : Ve corps d'armée britannique.

L'animation du dispositif est essentiellement assurée par la 52e (Lowland) Division, dont l’activité, dans le cadre de Fortitude, est principalement de produire des communications à la radio. Elle commence le 22 mars 1944 et atteint sa capacité opérationnelle maximum le 6 avril.

## Mesures passives
Pour soutenir Fortitude, des mesures passives de consolidation des hypothèses sont prises, les unes spécifiques, les autres plus générales :

### Mesures générales
Les mesures générales de secret et de sécurité qui entourent l'opération Overlord, regroupées sous le nom de « Bigot », ont aussi indirectement contribué au succès de l'opération Fortitude. Parmi les plus importantes, on peut citer :
- les mesures de secret généralisées entourant le lieu du débarquement ;
- la densité des reconnaissances aériennes et maritimes également réparties le long de la côte pour que l'ennemi ne puisse pas comprendre, à travers les objectifs choisis, où se trouvaient les priorités géographiques des Alliés ;
- l'absence d'information aux pilotes et aux navigateurs quant à l'objectif et au but exact de leur reconnaissance ;
- la répartition globale des bombardements sur le nord de la France, notamment contre des voies de communication, sans aucune priorité visible autre que le Pas-de-Calais ;
- des mouvements de troupes sur le sol britannique qui visent à faire croire, à d'éventuels espions non détectés, à l'hypothèse Quicksilver.

### Mesures spécifiques

#### Agents doubles
Les Allemands disposent d'environ 50 agents secrets  en Grande-Bretagne. La plupart ont été localisés, arrêtés et retournés par le service de contre-espionnage du MI-5. La teneur des messages qu'ils envoient à leurs officiers traitants en Allemagne est composée par les services secrets britanniques, qui créent ainsi l'image opérationnelle qu'ils souhaitent présenter aux Allemands.
Les trois agents doubles les plus importants[réf. souhaitée] sont :
- Joan Pujol Garcia (alias Garbo), un Espagnol ;
- Roman Czerniawski (alias Brutus), un officier polonais ;
- Duško Popov (alias Tricycle), un avocat serbe.

#### Fuites d'origine diplomatique
Pour appuyer la véracité de l'opération Skye, les diplomates britanniques engagent des négociations avec les Suédois pour obtenir certaines autorisations, dont le droit, en vue des reconnaissances aériennes, de survoler leur territoire et la permission de faire ravitailler les avions qui se poseraient en urgence en Suède, contrairement aux règles juridiques de la stricte neutralité.

#### Transmissions radiophoniques depuis le Pas-de-Calais
En avril et mai 1944, un nouveau poste radio fourni par la LCS britannique, « Ayesha », permet aux Résistants français de communiquer directement avec Londres. L'arrestation par l'armée allemande le 19 mai de plusieurs chefs des réseaux Mithridate et Phratrie (réseaux de renseignement militaire du BCRA) a contribué à détourner l'attention de l'ennemi à quelques semaines du débarquement,,.

#### Bombardements intensifs des secteurs fictifs du débarquement
Pour faire croire à l'imminence du débarquement dans le Pas-de-Calais, les bombardements sont intensifiés sur certaines parties de la prétendue zone de débarquement. C'est ainsi que les villages du Portel et d'Équihen-Plage [réf. nécessaire] sont détruits en septembre 1943 (destruction à environ 94 % et 95 %), avec environ 500 civils tués sur la seule commune du Portel. En juin 1944, les bombardements alliés sont très importants, une centaine de bombes tombe notamment sur la station balnéaire du Touquet-Paris-Plage, dont la plage est densément fortifiée.

#### Échelonnement des lieux de stationnement des troupes de la première vague
Une grande partie des troupes américaines de la première vague se trouve cantonnée dans la partie centrale et nord-ouest de l'Angleterre. Ce positionnement présente de multiples avantages. Au plan de la protection, elles sont plus loin des terrains d'aviation allemands et limitent ainsi à la fois leur vulnérabilité et leur détection. Au plan de la logistique, elles sont plus proches des grands ports de la côte ouest de l'Angleterre, dont les approches sont plus sûres. Au plan du renseignement, cette disposition renforce la crédibilité de l'opération Quicksilver. En effet, ces troupes peuvent faire croire qu'elles sont les forces américaines de deuxième échelon derrière le FUSAG factice censé représenter la première vague destinée au Pas de Calais.

#### Mesures périphériques autour de la flotte de débarquement
Dans la journée et la nuit du 5 juin 1944,
- les bombardements sont brutalement intensifiés sur la côte d'Opale et à l'intérieur des terres ;
- une flottille de navires, avec d'intenses communications radio et hautement visibles par les radars allemands, se porte vers Dieppe ;
- les avions et les planeurs des parachutistes alliés se dirigent vers Dieppe avant de faire un large virage sur la Manche et d'aborder les zones de saut par l'est. Simultanément, de faux parachutistes sont largués :
  - au nord de l'estuaire de la Seine pour faire croire qu'ils y ont effectivement sauté,
  - dans la région du Mont-Saint-Michel, pour faire croire que les largages principaux dans la région de Sainte-Mère-Église et sur l'estuaire de l'Orne ne sont que la partie minime d'une attaque aéroportée de bien plus grande ampleur.

## Conséquences
Les Alliés peuvent juger facilement de l'efficacité de ces stratagèmes. Ultra ayant révélé le codage de la machine Enigma assez tôt, les Alliés déchiffrent quasiment en temps réel les réponses du haut commandement allemand à leurs actions.
Il est à peu près certain que les Allemands ont cru au débarquement dans le Pas-de-Calais jusqu'au redéploiement de la XVe armée allemande face aux Alliés en août 1944 et qu'ils n’abandonnent définitivement l’hypothèse qu’en septembre. Entretemps, Hitler a pris personnellement la direction stratégique des opérations dès le complot du 20 juillet 1944 à Rastenbourg.
L'opération Fortitude est décisive pour le succès du plan allié en forçant les Allemands à garder une masse de troupes concentrées dans le Pas-de-Calais en réserve en attente d'une attaque jugée par eux probable. Elle permet ainsi aux Alliés de maintenir, puis de consolider, leurs positions en Normandie. Elle ne permet toutefois pas l'offensive décisive des Britanniques le long de la côte vers l'est, comme le prévoyait le plan initial de l'opération Overlord et comme l'espérait Montgomery. Elle oblige les Américains à prendre l'initiative en direction du sud de la tête de pont, par l'opération Cobra en direction d'Avranches puis du Mans, avant de reprendre le chemin de l'Allemagne.

## Dans la fiction

### Littérature
- L'Arme à l'œil (1980), roman d'espionnage de Ken Follett, concernant cet épisode de la Seconde Guerre mondiale.
- Fortitude (1985), roman de Larry Collins concernant cet épisode de la Seconde Guerre mondiale. Il est inspiré de l'histoire du réseau Prosper et de l'agent double Henri Déricourt.
- Yves Sente (scénario) et Steve Cuzor (dessin), Cinq branches de coton noir, Dupuis, 2018 (ISBN 978-2-8001-6176-1)
- Blitz, diptyque écrit par Connie Willis et composé de Black-out et All Clear, tous deux parus en 2010.

### Filmographie
- L'Arme à l'œil (1981), film réalisé par Richard Marquand tiré du livre éponyme de Ken Follett (titre original : Eye of the Needle)
- Fortitude (1994), film réalisé par Waris Hussein tiré du livre éponyme de Larry Collins.
- Le Jour G (2025), film réalisé par Claude Zidi Jr.